# Pieter Muntendam

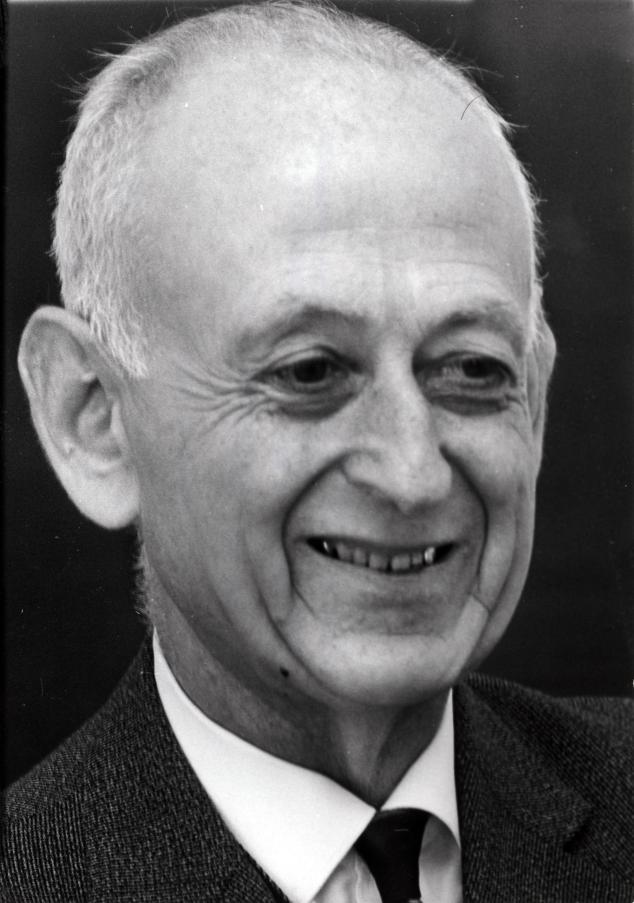
Pieter Muntendam

Pieter Muntendam auch: Piet Muntendam (* 22. September 1901 in Amsterdam; † 4. Oktober 1986 in Den Haag) war ein niederländischer Mediziner und Politiker.

## Leben
Pieter war der Sohn des gleichnamigen Augenarztes Pieter Muntendam (* 19. Januar 1867 in Amsterdam; † 23. April 1927 in Bussum) und dessen Frau, der Zahnärztin Doriena Frederika van Coevorden (* 6. September 1869 in Hollandscheveld; † 11. Juni 1943 in Sobibor). Er besuchte die höhere Bürgerschule in Amsterdam und studierte ab 1918 Medizin an der Universität von Amsterdam. Am 10. Dezember 1924 absolvierte er dort sein Arztexamen, wurde 1925 Hausarzt in Hollandscheveld und 1931 kontrollierender Arzt der zentralen Verwaltung in Groningen. Am 28. April 1936 promovierte er an der Universität Utrecht mit dem Thema De sociale beteekenis van rheumatiek, tevens bijdrage tot de ziektewetstatistiek (deutsch: Die gesellschaftliche Bedeutung des Rheumas, auch ein Beitrag zur Krankenstatistik) zum Doktor der Medizin. 1937 habilitierte er sich als Privatdozent für soziale Medizin an der Universität Groningen, wurde 1938 staatlicher Inspektor für Volksgesundheit für Groningen, Friesland und Drenthe und 1940 Dozent für soziale Medizin an der Groninger Hochschule.
1945 wurde er als medizinischer Berater der zentralen Verwaltung in Amsterdam tätig, er trat 1946 der Partei von der Arbeit (PvdA) bei und man berief ihn 1949 als Generaldirektor der Volksgesundheit an das niederländische Sozialministerium. 1950 wurde er Staatssekretär für Soziale Angelegenheiten, zuerst im Kabinett Drees/Van Schaik, 1951 im Kabinett Drees I und ab 1952 im Kabinett Drees II. Am 30. Januar 1953 erhielt Muntendam eine Berufung zum außerordentlichen Professor für Hygiene und Sozialmedizin an die Universität Leiden. Er übernahm sie am 2. Oktober desselben Jahres mit der Antrittsvorlesung De bijdrage van de arts aan de bevordering van de volksgezondheid (deutsch: Der Beitrag des Arztes zur Förderung der öffentlichen Gesundheit). Am 4. Juni 1964 wurde er ordentlicher Professor der Hygiene und Sozialmedizin.
Im akademischen Jahr 1967/68 wurde er Rektor der Alma Mater, wozu er am 393. Jahrestag des Bestehens der Leidener Hochschule, am 8. Februar 1968, die Rektoratsrede De rechten van de mens (deutsch: Die Rechte des Menschen) hielt. 1966 wechselte er auf eine besondere Professur, wurde Mitglied und Vorsitzender der Kuratoren von Leiden und anderer lenkender Institutionen. Am 1. September 1972 wurde er emeritiert und hielt am 11. September desselben Jahres seine Abschiedsvorlesung Weg geëffend (deutsch: Weg geebnet). Nach seiner Professorenzeit wurde er 1974 Vorsitzender der niederländischen Vereinigung für freiwillige Euthanasie und wirkte von 1977 bis 1981 in der ministeriellen Kommission für allgemeines Gesundheitswesen. Muntendam wurde als Wegbereiter der Sozialmedizin in den Niederlanden 1954 zum Ritter des Ordens vom niederländischen Löwen und 1964 zum Kommandeur des Ordens von Oranien-Nassau ernannt.

## Familie
Muntendam heiratete am 31. März 1925 in Amsterdam Hermine Jeanne de Vries (* 16. Dezember 1901 in Amsterdam), die Tochter des Lehrers Jan de Vries (* 28. Dezember 1857 in Wildervank; † 5. Mai 1929 in Arnhem) und dessen Frau Harmina Roelfsema (* 6. November 1861 in Oosterdiep; † 26. Juni 1945 in Haren). Aus der Ehe stammen vier Söhne. Von den Kindern kennt man:
- Hein Muntendam verheiratet mit Elsje Das (* 17. Juni 1940 in Amsterdam; † 4. Dezember 2009 in Zaandam)
- Pieter Muntendam (* 7. Februar 1929 in Hoogeveen; † 11. Juni 1980 in Deventer) verheiratet am 11. April 1975 in Deventer mit G. J. P. J. Kraneveld-Reuzel
- Jan Muntendam (* 1931) verheiratet mit Marie Anne de Fremery
- D. Muntendam verheiratet Juni 1959 in Haren mit Jacqueline Aleida Schreuder

## Werke (Auswahl)
- De sociale beteekenis van rheumatiek. Assen 1936
- Arbeidersbelangen in de geneeskunde. Groningen 1940
- Maatschappelijke gezondheidszorg. Groningen 1941; 4. Aufl. 1950; 5. Aufl. 1954; 12. Aufl. 1973
- Leerboek voor maatschappelijke gezondheidszorg. Groningen 1941; 8. Aufl. 1961; 9. Aufl. 1964; 10. Aufl. 1967 (mit B. Wartema)
- De bijdrage van de arts aan de bevordering der volksgezondheid. Zwolle 1953
- Gezondheidszorg in Nederland. Den Haag 1954
- Meer fluoride in drinkwater! Den Haag 1961
- Sociaal-geneeskundige aspecten van het industrieel bereide geneesmiddel. Den Haag 1964
- Plaatsbepaling van de sociale geneeskunde. Leiden 1966
- De rechten van de mens. Leiden 1968